# T.X.T.
I T.X.T. sono stati un duo musicale tedesco di musica pop/new romantic, composto da Mark Jefferis e Markus.
È divenuto famoso in Europa per il successo ottenuto con la canzone Girl's Got a Brand New Toy, che raggiunse la quarta posizione nella hit parade italiana. Basato su elettronica e new romantic, tipici del periodo, il gruppo è stato una "meteora" degli anni ottanta ed è considerato una "one-hit wonder".

## Discografia

### Album
- 1985 - What About You

### Singoli
- 1985 - Girl's Got a Brand New Toy
- 1985 - Cold as Ice
- 1986 - Hot Was the Rainy Night
- 1986 - Kiss Via Satellite